# Hohes Kreuz (montagne)
Pour l’article homonyme, voir Hohes Kreuz.
Le Hohes Kreuz est une montagne qui s’élève à 3 159 m d’altitude dans les Hohe Tauern, en Autriche.